# ヴィサージ (アルバム)
『ヴィサージ』（Visage）は、イギリスのシンセポップバンド、ヴィサージのデビューアルバム。1980年11月10日発売。全英13位を記録し翌年3月にシルバーディスクを獲得。シングル「Fade to Grey」は全英8位を記録し、ドイツとスイスで1位を獲得した。この曲は様々なアーティストにカバーされたり、リフを引用されるなどバンドにとって最も有名な曲の一つとなった。

## 収録曲
特筆ない限り全曲ヴィサージによる作詞作曲

### A面
1. "Visage" - 3:53
2. "Blocks on Blocks" - 4:00
3. "The Dancer" (Egan/Ure) - 3:40
4. "Tar" (Adamson/Currie/Egan/Formula/McGeoch/Strange/Ure) - 3:32
5. "Fade to Grey" (Currie/Chris Payne/Ure) - 4:02

### B面
1. "Malpaso Man" - 4:14
2. "Mind of a Toy" - 4:28
3. "Moon Over Moscow" - 4:00
4. "Visa-age" - 4:20
5. "The Steps" - 3:14
6. "Fade to Grey (Dance Mix)" - 6:41 ※リイシューCD版ボーナス・トラック

## 参加ミュージシャン
- スティーヴ・ストレンジ - ボーカル
- ミッジ・ユーロ - ギター、シンセサイザー、コーラス
- ジョン・マッギオーク - ギター、サックス、コーラス
- デイヴ・フォーミュラ - シンセサイザー
- ビリー・カリー - エレクトリック・ヴァイオリン、シンセサイザー
- ラスティ・イーガン - ドラムス、電子ドラム、コーラス

### その他ミュージシャン
- バリー・アダムソン - ベースギター
- クリス・ペイン - シンセサイザー
- セドリック・シャープリー - ベースギター
- ブリジット・アレンス - ボーカル（#5）